# 美國社會民主黨
美国社会民主党（Social Democratic Party of America，缩写为SDP）是美国歷史上的一个短暂存在的社会主义政党。该党成立于1898年6月11日，前身是美国社会民主主义。在1899年美國地方选举中，该党的一些成员当选市长、市参议员、镇议会议员。1901年7月28日，该党改组为美国社会党。